# Маклафлин, Элизабет
Элизабет Сара Маклафлин (англ. Elizabeth Sarah McLaughlin; род. 2 октября 1993, Моргантаун, Западная Виргиния) — американская актриса. Она известна по роли Мэсси Блок в фильме «Противостояние» и Валери Макалистер в телевизионной драме ABC «Измена». Недавно она сыграла Алисию Хопкинс в телесериале Amazon Studios «Десница Божья».

## Биография
Маклафлин родилась в Моргантауне, штат Западная Вирджиния. Когда ей было три года, её семья переехала в город Зефирхиллс, штат Флорида.
Она начал свою актерскую карьеру в общественных театральных группах в Тампе, штат Флорида. В возрасте восьми лет она присоединилась к ученикам Entertainment Revue, профессионального шоу-хора в Тампе, и была повышена до профессионального состава два года спустя. Она делала презентации, в том числе пела для губернатора Флориды Джеба Буша и губернатора Калифорнии Арнольда Шварценеггера.
Маклафлин является членом местного совета директоров SAG-AFTRA в Лос-Анджелесе с 2013 года, баллотируясь от партии «Объединяйся ради силы».

## Фильмография
| Год       |   | Русское название     | Оригинальное название | Роль              |
| --------- | - | -------------------- | --------------------- | ----------------- |
| 2008      | с | Дурнушка             | Ugly Betty            | Линдси            |
| 2008      | ф | Противостояние       | The Clique            | Мэсси Блок        |
| 2010      | ф | Ноябрьское Рождество | November Christmas    | Тамми             |
| 2011      | с | Мелисса и Джоуи      | Melissa & Joey        | Келси Монкриф     |
| 2011      | с | Декстер              | Dexter                | Дочь Гранта       |
| 2013—2014 | с | Измена               | Betrayal              | Валери Макалистер |
| 2014—2017 | с | Десница Божья        | Hand of God           | Алисия Хопкинс    |
| 2015      | с | Милые обманщицы      | Pretty Little Liars   | Лесли Стоун       |
| 2015      | с | Восприятие           | Perception            | Крессида Гарднер  |
| 2016      | с | Смертельное оружие   | Lethal Weapon         | Рэйчел            |
| 2018      | с | Реанимация           | Code Black            | Лана              |
| 2019      | с | Гранд-отель          | Grand Hotel           | Хезер Дэвис       |